# Campeonato Europeu de Beisebol de 1985
O Campeonato Europeu de Beisebol de 1985 foi a 19º edição do principal torneio entre seleções nacionais de beisebol da Europa. A campeã foi a Seleção Neerlandesa de Beisebol, que conquistou seu 12º título na história da competição. O torneio foi sediado nos Países Baixos.